# Lucie Benešová
Lucie Benešová (* 18. srpna 1974 Praha) je česká herečka a dabérka. Působí také v divadle i televizi. Je patronkou organizace DEJME DĚTEM ŠANCI o.p.s.

## Vzdělání
- Státní konzervatoř v Praze – hudebně-dramatický obor

## Rodinné vztahy
Lucie Benešová je vdaná a má čtyři děti. S předchozím partnerem Filipem Blažkem má syna Luciána, s manželem Tomášem Matonohou pak syna Štěpána a dceru Laru. S ním si taky před narozením vlastní dcery v roce 2007 osvojila holčičku Sáru.

## Filmografie (výběr)

### Filmy
- Náhodou je prima!, 1987
- Horká kaše, 1988
- Blázni a děvčátka, 1989
- Panenka s porcelánovou hlavičkou, 1991
- Peklo v řetězech, 1993
- Tři Alberti a slečna Matylda, 1994
- Vekslák aneb Staré zlaté časy, 1994
- Nadměrné maličkosti: Muž, kterého chtějí, 2004
- Sametoví vrazi, 2005
- Alma, 2010
- Polski film, 2012
- Deníček moderního fotra, 2021
- Ubal a zmiz, 2021

### Seriály
- Horákovi – Lucie Horáková
- Ošklivka Katka – Ester Andělová
- Ulice
- Gympl s (r)učením omezeným – Eva Šašková Lennerová
- Vinaři – Hedvika Taušová
- Doktoři z Počátků
- Slunečná
- Dobré zprávy – Jana Zelinková